# 马沙卡利斯
马沙卡利斯是巴西米纳斯吉拉斯州的一个市镇。总面积329.757平方公里，总人口6855人，人口密度20.8人/平方公里。